# 時津町立時津中学校
時津町立時津中学校（とぎつちょうりつ とぎつちゅうがっこう, Togitsu Town Togitsu Junior High School）は長崎県西彼杵郡時津町浜田郷にある公立中学校。略称は「時津中」、「時中（とっちゅう）」。

## 概要
歴史
1947年（昭和22年）の学制改革により、旧・時津国民学校高等科と時津実業高等青年学校を改組して開校した。2022年（令和4年）に創立75周年を迎えた。
校訓
自主 協同 創造
校歌
3番まであり、各番とも「時津栄えある時津校」で終わる。
校区
住所表記で時津町の後に浦郷、元村郷、西時津郷、浜田郷、野田郷が続く地域。小学校区は時津町立時津小学校、時津町立時津東小学校。

## 沿革
- 1947年（昭和22年）4月1日 - 学制改革（六・三制の実施）
  - 旧・時津国民学校初等科が改組され、時津村立時津小学校となる。
  - 旧・時津国民学校高等科と時津高等実業青年学校が改組され、「時津村立時津中学校」が開校。浜田郷入舟川沿いに木造平屋10教室が完成。
- 1943年（昭和23年）9月 - 保護者会が解散し、育友会（PTA）が発足。
- 1951年（昭和26年）
  - 12月1日 - 町制施行で時津町が発足したことにより、「時津町立時津中学校」（現校名）に改称。
  - この年 - 中学校の一室に女子青年・婦人を対象に洋裁を教授する時津村立洋裁学院[2]を開設（1973年（昭和28年）まで）。
- 1973年（昭和48年）9月 - 現在地に鉄筋コンクリート造3階建ての本館（第一期工事）が完成し、移転。
- 1974年（昭和49年）7月 - 鉄筋コンクリート造2階建ての管理棟が完成。
- 1975年（昭和50年）5月 - 体育館が完成。
- 1977年（昭和52年）4月 - 技術科室が完成。旧・中学校校地に給食センターが完成。
- 1991年（平成3年）4月1日 - 時津町内の生徒数増加により、時津町立鳴北中学校が新設分離し、子々川郷、日並郷、久留里郷、左底郷の生徒を移す。

## アクセス
最寄りのバス停
- 長崎バス 「盲学校入口」バス停

最寄りの国道・県道
- 国道207号

## 周辺
- 時津町東部コミュニティセンター
- 時津町コスモス会館
- 時津町町立学校給食公社
- 長崎県立盲学校
- 西彼杵郵便局
- 三菱電機長崎工場

## 著名卒業生
- 寺田夏生 - 陸上競技（長距離走・マラソン）選手